# Gouvernement Akhannouch I
Monarchie constitutionnelle
El Otmani II Akhannouch II
Le premier gouvernement Akhannouch est le trente-troisième gouvernement du Maroc depuis son indépendance en 1956.
Le chef du gouvernement a été nommé par un décret royal en date du 10 septembre 2021 en vue de la formation d'un gouvernement,, conformément à l'article 47 de la Constitution.
En effet, à la suite des élections législatives marocaines de 2021, le 8 septembre, le Rassemblement national des indépendants est arrivé en tête en obtenant 102 sièges sur les 395 qui composent la Chambre des représentants,.
Les autres membres ont été nommés par un décret royal en date du 7 octobre 2021, date à laquelle le gouvernement est entré en fonction.
Ce gouvernement compte, outre le RNI (102), le PAM (90), et l'Istiqlal (81), soit une majorité confortable de 270 représentants sur les 395 que compte la Chambre des représentants.

## Structure gouvernementale
La composition du gouvernement a révélé des changements dans un certain nombre de secteurs gouvernementaux, en plus du changements d'appellation de certains ministères , l'intégration de secteurs entre eux, ou la création de nouveaux .
| Anciennes appellations | Nouvelles appellations                                                                        |
| --- | --------------------------------------------------------------------------------------------- |
| Ministère de la Santé | Ministère de la Santé et de la Protection sociale                                             |
| Ministère de l’Équipement, du Transport, de la Logistique et de l’Eau                                                            | Ministère de l’Équipement et de l’Eau                                                         |
| Ministère de l’Équipement, du Transport, de la Logistique et de l’Eau                                                            | Ministère du Transport et de la Logistique                                                    |
| Ministère de l’Education nationale, de la Formation professionnelle, de l’Enseignement supérieur et de la Recherche scientifique | Ministère de l’Éducation nationale, du Préscolaire et des Sports                              |
| Ministère de l’Education nationale, de la Formation professionnelle, de l’Enseignement supérieur et de la Recherche scientifique | Ministère de l’Enseignement supérieur, de la Recherche scientifique et de l’Innovation.       |
| Ministère de l’Emploi et de l’Insertion professionnelle                                                                          | Ministère de l’Inclusion économique, de la Petite entreprise, de l’Emploi et des Compétences. |
| Ministère de l'Industrie, du Commerce, de l'Économie verte et numérique                                                          | Ministère de l’Industrie et du Commerce                                                       |
| Ministère du Tourisme, de l'Artisanat, du Transport aérien et de l'Économie sociale                                              | Ministère du Tourisme, de l’Artisanat et de l’Économie sociale et solidaire                   |
| Ministère de l’Énergie, des Mines et de l'Environnement                                                                          | Ministère de la Transition énergétique et du Développement durable.                           |
| Ministère de la Culture, de la Jeunesse et des Sports                                                                            | Ministère de la Jeunesse, de la Culture et de la Communication                                |
| Ministère de la Solidarité, du Développement social, de l’Égalité et de la Famille                                               | Ministère de la Solidarité, de l’Insertion sociale et de la Famille                           |

## Composition

### Chef du gouvernement
| Image | Fonction             | Nom | Nom             | Parti |
| ----- | -------------------- | --- | --------------- | ----- |
|       | Chef du gouvernement |     | Aziz Akhannouch | RNI   |

### Ministres
| Image | Fonction | Nom | Nom                   | Parti |
| ----- | --- | --- | --------------------- | ----- |
|       | Ministre de l'Intérieur                                                                                       |     | Abdelouafi Laftit     | Ind.  |
|       | Ministre des Affaires étrangères, de la Coopération africaine et des Marocains résidant à l'étranger          |     | Nasser Bourita        | Ind.  |
|       | Ministre de la Justice                                                                                        |     | Abdellatif Ouahbi     | PAM   |
|       | Ministre des Habous et des affaires islamiques                                                                |     | Ahmed Toufiq          | Ind.  |
|       | Secrétaire général du gouvernement                                                                            |     | Mohamed El Hajjoui    | Ind.  |
|       | Ministre de l'Économie et des Finances                                                                        |     | Nadia Fettah Alaoui   | RNI   |
|       | Ministre de l'Équipement et de l'Eau                                                                          |     | Nizar Baraka          | PI    |
|       | Ministre de l'Éducation nationale, du Préscolaire et des Sports                                               |     | Chakib Benmoussa      | RNI   |
|       | Ministre de la Santé et de la Protection sociale                                                              |     | Khalid Ait Taleb      | Inc.  |
|       | Ministre de l'Aménagement du territoire national, de l'urbanisme, de l'habitat et de la Politique de la ville |     | Fatima-Zahra Mansouri | PAM   |
|       | Ministre de l'Agriculture, de la Pêche maritime, du Développement rural et des Eaux et Forêts                 |     | Mohamed Sadiki        | RNI   |
|       | Ministre de l'Inclusion économique, de la Petite entreprise, de l'Emploi et des Compétences                   |     | Younes Sekkouri       | PAM   |
|       | Ministre de l'Industrie et du Commerce                                                                        |     | Ryad Mezzour          | PI    |
|       | Ministère du Tourisme, de l'Artisanat, de l'Economie Sociale et Solidaire                                     |     | Fatim-Zahra Ammor     | RNI   |
|       | Ministre de l'Enseignement supérieur, de la Recherche scientifique et de l'Innovation                         |     | Abdellatif Miraoui    | PAM   |
|       | Ministre de la Transition énergétique et du Développement durable                                             |     | Leila Benali          | PAM   |
|       | Ministre du Transport et de la Logistique                                                                     |     | Mohamed Abdeljalil    | PI    |
|       | Ministre de la Jeunesse, de la Culture et de la Communication                                                 |     | Mohamed Mehdi Bensaid | PAM   |
|       | Ministre de la Solidarité, de l'Insertion sociale et de la Famille                                            |     | Aawatif Hayar         | PI    |

### Ministres délégués
| Image | Fonction                                                                                     | Ministre de rattachement               | Nom | Nom                | Parti |
| ----- | -------------------------------------------------------------------------------------------- | -------------------------------------- | --- | ------------------ | ----- |
|       | Ministre chargé de l'Administration de la Défense nationale                                  | Chef du gouvernement                   |     | Abdellatif Loudiyi | Ind.  |
|       | Ministre délégué à l'Investissement, la Convergence et l'évaluation des Politiques publiques | Chef du gouvernement                   |     | Mohcine Jazouli    | RNI   |
|       | Ministre délégué chargé du Budget                                                            | Ministre de l'Économie et des Finances |     | Fouzi Lekjaa       | Ind.  |
|       | Ministre chargé des Relations avec le parlement, et Porte-parole du gouvernement             | Chef du gouvernement                   |     | Mustapha Baïtas    | RNI   |
|       | Ministre chargé de la Transition numérique et de la Réforme administrative                   | Chef du gouvernement                   |     | Ghita Mezzour      | PAM   |